# Yevgeny Lipeyev
Yevgeny Lipeyev (Krasnodar, 28 de fevereiro de 1958) é um ex-pentatleta soviético, campeão olímpico. 

## Carreira
Yevgeny Lipeyev representou seu país nos Jogos Olímpicos de 1980, na qual conquistou a medalha de ouro, por equipes, e foi 14° no individual. 